# Bulgarian Open Challenger 2002
Il Bulgarian Open Challenger 2002 è stato un torneo di tennis facente parte della categoria ATP Challenger Series nell'ambito dell'ATP Challenger Series 2002. Il torneo si è giocato a Sofia in Bulgaria dal 9 al 15 settembre 2002 su campi in terra rossa.

## Vincitori

### Singolare
Tomas Behrend ha battuto in finale  Werner Eschauer con il punteggio di 6–0, 6–2

### Doppio
Christopher Kas /  Oliver Marach hanno battuto in finale  Ilia Kushev /  Luben Pampoulov con il punteggio di 7–6(4), 6(7)–7, 6–2